# Psicoeducación
La psicoeducación hace referencia a la educación o información que se ofrece a las personas que sufren de un trastorno psicológico, aunque este tipo de intervenciones psicológicas también incluyen el apoyo emocional, la resolución de problemas y otras técnicas. A menudo, el entrenamiento psicoeducativo involucra a los pacientes con esquizofrenia, depresión, ansiedad, psicosis, trastornos de conducta alimentaria, trastornos de personalidad, entre otros. Incluye cursos de entrenamiento para el paciente dentro del contexto del tratamiento de su condición. También se incluyen a  los miembros de la familia o su sistema de apoyo. La meta es que el paciente entienda y sea capaz de manejar su condición, se adhiera al tratamiento y disminuya la sensación de culpa y vergüenza. De igual manera, se refuerzan las fortalezas, los recursos y las habilidades propias del paciente para hacerle frente a su condición, para así evitar recaídas y contribuir con su propia salud y bienestar, con un fundamento a largo plazo. Cuanto mejor conozca el paciente su condición, mejor puede aprender a vivir con ella.

## Introducción a la psicoeducación
Debido a que, con frecuencia, es difícil para los miembros de la familia y para el paciente aceptar el diagnóstico, la psicoeducación también tiene la función de contribuir a la no estigmatización de los trastornos psicológicos y a disminuir las barreras para el tratamiento. A través de una opinión mejorada de las causas y efectos de la condición, la psicoeducación a menudo ensancha el punto de vista del paciente. De esta manera se disminuye el riesgo de recaída. Los pacientes y los miembros de la familia que están mejor informados sobre la enfermedad se sienten menos impotentes. Algunos elementos importantes en la psicoeducación son: 
- Transferencia de la información (sintomatología de los trastornos, causas, conceptos del tratamiento etc.)
- Descarga emocional (entender para animar, cambio de experiencias con otros, preocupaciones, contactos etc.)
- Apoyo con medicina o tratamiento psicoterapéutico, al mismo tiempo que se promueve la cooperación entre el profesional en salud mental y el paciente, (conformidad, adherencia).
- Apoyo para la autoayuda (ej. entrenamiento tan pronto como se reconozcan las situaciones de crisis y los pasos que se deben emprender luego, para ser capaz de ayudar al paciente)

## Historia
El concepto de la psicoeducación fue comentado por primera vez en la literatura médica, en un artículo de John E. Donley “Psychotherapy and re-education” en The Journal of Abnormal Psychology, publicado en 1911. No fue sino hasta 30 años después que el primer uso de la palabra psicoeducación apareció en el título de un libro de literatura médica “The psychoeducational clinic” por Brian E. Tomlinson. New York, NY, US: MacMillan Co. Este libro fue publicado en 1941. En francés, el primer ejemplo del término psychoéducation está en la tesis “La stabilité du comportement” publicado en 1962.
La divulgación y el desarrollo del término psicoeducación en su forma actual se le atribuye ampliamente a la investigadora americana Carol M. Anderson en 1980 en el contexto del tratamiento de la esquizofrenia. Su investigación se concentró en educar a sus familiares con respecto a los síntomas y al proceso de la esquizofrenia, lo que se tradujo en disminuir las recaídas y los re-ingresos. También, su investigación se enfocó en la consolidación de la autoridad social y en el mejoramiento del manejo que los miembros de la familia le dan a la enfermedad. Finalmente, la investigación de C.M. Anderson incluía técnicas del manejo del estrés más efectivas. La psicoeducación familiar de Anderson pretende constituir al terapeuta en un Ombudsman o bisagra entre la familia y el servicio de atención.
La Psicoeducación según la terapia del comportamiento tiene sus orígenes en las habilidades sociales y emocionales del reaprendizaje del paciente. En los últimos años se han desarrollado cada vez más programas de grupo sistemáticos, con el fin de hacer que el conocimiento sea más entendible para los pacientes y sus familiares.

## Tipos de Psicoeducación
La psicoeducación puede ser individual, grupal, familiar, incluir solo a los pacientes, realizarse en un entorno clínico o en el hogar; tener una duración de días hasta años. En definitiva implica una gran variedad de enfoques, desde aquellos que enfatizan la entrega de información a aquellas que privilegian el apoyo mutuo o la resolución de problemas.

### Psicoeducación grupal e individual
La psicoeducación puede ocurrir en discusiones de uno a uno o en grupos y son llevadas a cabo por especialmente por educadores sociales, aunque también puede ser llevada a cabo en alguna medida por psicólogos, médicos,  profesionales de enfermería terapeutas ocupacionales o cualquier miembro del equipo de Salud; aunque también existen psicoeducaciones por pares o en grupos de autoayuda. En los grupos, se informa a varios pacientes sobre su enfermedad al mismo tiempo. También, los intercambios de experiencias entre los pacientes en cuestión y el apoyo mutuo, juegan un papel en el proceso de sanidad.

## Riesgos posibles y efectos colaterales
En realidad, nada desdice de la participación en un grupo psicoeducativo. Sin embargo, los pacientes con enfermedad aguda se agravan, con frecuencia, en exceso con psicosis esquizofrénica y sufren de copiosos pensamientos, trastornos en la atención y en la concentración al comienzo de la enfermedad. Es por ello que algunos autores recomiendan que en la esquizofrenia, la psicoeducación no considere en un período agudo al paciente sino que comience con la familia (1). 
En general, se debe tener cuidado de no abrumar al paciente o familia con demasiada información, ya que el principio no es tranformarlos en expertos sino lograr una reestructuración cognitiva que por ejemplo potencie la aceptación de la enfermedad y el tratamiento (2). 
Además de los efectos positivos de una medida terapéutica como la Psicoeducación, en principio, también se deben considerar otros riesgos posibles. El conocimiento detallado de la enfermedad, en particular lo que tiene que ver con las probabilidades de recuperación, las posibilidades terapéuticas y el proceso de la enfermedad, pueden hacer estresar al paciente y/o al miembro de la familia. Por lo tanto, se debe dibujar un cuadro exacto de los riesgos con respecto a la condición psicológica del paciente. Se debe considerar cuánto ya entiende el paciente y cuánto conocimiento puede asumir y procesar en su condición actual. Se debe considerar la habilidad para concentrarse, así como el máximo nivel de estrés emocional que el paciente pueda sobrellevar. Dentro del contexto de un programa psicoeducativo se pueden considerar y discutir una selección de aspectos y/o de posibilidades terapéuticas con el paciente. Por lo demás, el paciente puede formarse un cuadro incompleto de su enfermedad y puede formarse ideas acerca de las alternativas del tratamiento desde una posición ventajosa de información incompleta. Sin embargo, el profesional debe también crearse una completa imagen de las posibilidades del tratamiento y se debe prestar atención de no hacer pedidos excesivos al paciente, ej. dar demasiada información al mismo tiempo.

## Psicoeducación (Enfoque de Gendreau)
Por intervención psicoeducativa, Gendreau (2001) concibe una intervención especializada, que utilizando el medio de vida de un joven luchando con dificultades específicas de adaptación, acompañe y sostenga a este joven en un planteamiento hacia un mejor equilibrio frente a sí mismo y a su entorno. 
De manera más precisa, la intervención psicoeducativa descansa sobre una concepción que ve primero al joven como un ser global, que se desarrolla por la interacción entre sus capacidades internas y las posibilidades de experimentación que le ofrece su ambiente. La intervención psicoeducativa consiste precisamente en favorecer intervenciones apropiadas entre el joven y su medio para permitirle reencontrar un equilibrio dinámico entre sus capacidades y su ambiente. 
En esta perspectiva, la intervención psicoeducativa concibe el medio de vida del joven – que se trata de su medio natural o de un medio especializado – como un sistema global y dinámico; es decir, un conjunto de componentes que interactúan entre ellos. Por intermedio del saber, del saber ser y del saber hacer del educador, la intervención busca utilizar este medio de vida, estructurándolo y organizándolo para que llegue a ser un dispositivo que – por la interacción de sus componentes – favorecerá los pasos del joven hacia un mejor equilibrio. Igualmente, ella busca repercutir y traducir los efectos de este dispositivo sobre el joven, a través de una relación establecida en y por una vivencia educativa compartida, de manera que él se comprometa activamente en su planteamiento de readaptación y que llegue a alcanzar los objetivos. 	Esta intervención se desarrolla entonces simultáneamente sobre dos planos: el del medio de vida y el del contexto.

## El contexto de la intervención psicoeducativa
La intervención psicoeducativa es primero una interacción entre un joven que debe comprometerse en un planteamiento de readaptación y un equipo de educadores profesionales que compartiendo con él una vivencia educativa en el “aquí” y “ahora”, construirá con él una relación educativa. Un miembro del equipo será escogido para sostener al joven de una manera específica en este planteamiento, como acompañante, tutor o padrino (según el calificativo adoptado). La interacción puntual entre un joven y un educador se produce siempre en una situación dada y trata de un aspecto preciso del comportamiento del joven. Sin embargo, ella no tiene sentido si no contribuye a hacer progresar el planteamiento global del joven. Es una situación particular que forma parte del desarrollo de la vida en el medio y que se superpone con la dinámica global del medio. 

## El medio de la intervención psicoeducativa
Este primer nivel de intervención entre el joven y un educador se desarrolla siempre en un medio de vida determinado. El joven es siempre parte importante de un grupo de jóvenes y de adultos que contribuyen en su planteamiento y en el planteamiento de aquellos a quienes él debe contribuir. El educador es miembro de un equipo de educadores que deben trabajar como un conjunto y de manera congruente. La interacción puntual entre el joven y el educador está siempre superpuesta con la dinámica global del medio. Ella participa en esta dinámica y sufre su influencia. Una de las tareas esenciales de los educadores es precisamente contribuir en organizar y animar este medio de vida, de manera que la “vida del medio” favorezca el planteamiento individual de cada joven, y que cada joven participe en la vida del medio. 
La intervención psicoeducativa no tiene sentido si no se inscribe en la perspectiva más amplia del medio social del joven (incluyendo a su familia, aún si la intervención se desarrolla en un medio especializado). Los problemas de inadaptación del joven no pueden ser comprendidos haciendo abstracción del medio social en el cual ellos se dan, porque es en este medio que el joven deberá generalizar las adquisiciones de su planteamiento de readaptación, aprendiendo a vivir de manera autónoma. Una de las tareas esenciales del educador es asegurarse que su intervención y la dinámica del medio de vida, tengan en cuenta este ambiente y preparen al joven para insertarse en el medio de manera funcional y satisfactoria para él y su entorno. 

## El saber ser del educador
El educador es el iniciador de la relación; da conscientemente los primeros pasos para responder a ciertas necesidades fundamentales del joven.  El proceso inicial reposa ante todo en su saber–ser y se concretará a continuación  en la vivencia  educativa compartida.  Esta relación reposa igualmente sobre los hombros del joven, que responderá a las iniciativas del educador según su potencial y su nivel.  Esta  respuesta se concretará a través del logro de objetivos y de la apropiación de los medios a su disposición para alcanzarlos. Una vez establecido el primer contacto, podrá entonces progresar la relación, profundizarse y desembocar en otras interacciones educativas  relacionales susceptibles de reforzar más el compromiso del joven. Son esenciales los esquemas relacionales que demuestre el educador como sean la consideración, la disponibilidad, la confianza, la seguridad, la congruencia y la empatía.